# Моран, Вик
Вик Мо́ран (англ. Vic Moran; ум. 10 января 2012) — шотландский кёрлингист.
В составе мужской сборной Шотландии участник чемпионата мира 1994 (заняли седьмое место). Чемпион Шотландии среди мужчин (1994).

## Достижения
- Чемпионат Шотландии по кёрлингу среди мужчин: золото (1994).

## Команды
| Сезон   | Четвёртый      | Третий     | Второй    | Первый       | Запасной          | Турниры                      |
| ------- | -------------- | ---------- | --------- | ------------ | ----------------- | ---------------------------- |
| 1993—94 | Колин Хэмилтон | Боб Келли  | Вик Моран | Колин Барр   | Тревор Доддс (ЧМ) | ЧШМ 1994 · ЧМ 1994 (7 место) |
| 1994—95 | Колин Хэмилтон | Колин Барр | Вик Моран | Тревор Доддс |                   | [ 2 ]                        |

(скипы выделены полужирным шрифтом)